# Panathīnaïkos Athlītikos Omilos 2010-2011 (pallacanestro maschile)
Questa voce raccoglie le informazioni riguardanti il Panathīnaïkos B.C. nelle competizioni ufficiali della stagione 2010-2011.

## Stagione
La stagione 2010-2011 del Panathīnaïkos è la 60ª nel massimo campionato greco di pallacanestro, l'A1 Ethniki.

## Roster
Aggiornato al 18 luglio 2018.
| Panathīnaïkos 2010-11 | Panathīnaïkos 2010-11 |
| Giocatori             | Staff tecnico         |
| --------------------- | --------------------- |

| N. | Naz.                                       | Ruolo | Nome                     | Anno | Alt.   | Peso   |  |
| -- | ------------------------------------------ | ----- | ------------------------ | ---- | ------ | ------ |  |
| 5  | Serbia (bandiera)                          | AP    | Milenko Tepić            | 1987 | 202 cm | 100 kg |  |
| 6  | Australia (bandiera)                       | C     | Aleks Marić              | 1984 | 211 cm | 125 kg |  |
| 7  | Grecia (bandiera)                          | AP    | Stratos Perperoglou      | 1984 | 203 cm | 104 kg |  |
| 8  | Stati Uniti (bandiera)                     | AG    | Mike Batiste             | 1977 | 204 cm | 110 kg |  |
| 9  | Grecia (bandiera)                          | AG    | Antōnīs Fōtsīs           | 1981 | 209 cm | 113 kg |  |
| 10 | Rep. Centrafricana (bandiera)              | AP    | Romain Sato              | 1981 | 195 cm | 98 kg  |  |
| 11 | Stati Uniti (bandiera)                     | G     | Drew Nicholas            | 1981 | 193 cm | 80 kg  |  |
| 12 | Grecia (bandiera)                          | C     | Kōstas Tsartsarīs        | 1979 | 209 cm | 116 kg |  |
| 13 | Grecia (bandiera)                          | PG    | Dīmītrīs Diamantidīs (C) | 1980 | 196 cm | 100 kg |  |
| 14 | Grecia (bandiera)                          | C     | Ian Vougioukas           | 1985 | 211 cm | 122 kg |  |
| 15 | Stati Uniti (bandiera) · Grecia (bandiera) | P     | Nick Calathes            | 1989 | 198 cm | 97 kg  |  |
| 16 | Grecia (bandiera)                          | PG    | Iōannīs Karamalegkos     | 1994 | 192 cm | 93 kg  |  |
| 17 | Grecia (bandiera)                          | C     | Giōrgos Mpogrīs          | 1989 | 208 cm | 109 kg |  |
| 18 | Grecia (bandiera)                          | AP    | Kōstas Kaimakoglou       | 1983 | 204 cm | 113 kg |  |
| 19 | Grecia (bandiera)                          | PG    | Fōtīs Zoumpos            | 1993 | 195 cm | 90 kg  |  |
| -  | Grecia (bandiera)                          | C     | Parīs Maragkos           | 1994 | 206 cm | 110 kg |  |

| Allenatore                                                                                         |
| - Željko Obradović                                                                                 |
| Assistente/i                                                                                       |
| - Dīmītrīs Itoudīs - Andreas Pistiolīs Legenda - (C) Capitano - (IN) Inattivo - Infortunato Roster |

## Mercato

### Sessione estiva
| Acquisti | Acquisti           | Acquisti        | Acquisti   | Acquisti |
| R.       | Nome               | da              | Modalità   |          |
| -------- | ------------------ | --------------- | ---------- | -------- |
| C        | Aleks Marić        | Partizan        | definitivo |          |
| AP       | Romain Sato        | Mens Sana Siena | definitivo |          |
| C        | Ian Vougioukas     | Panellīnios     | definitivo |          |
| AG       | Kōstas Kaimakoglou | Maroussi        | definitivo |          |

| Cessioni | Cessioni             | Cessioni           | Cessioni       | Cessioni |
| R.       | Nome                 | a                  | Modalità       |          |
| -------- | -------------------- | ------------------ | -------------- | -------- |
| P        | Vasilīs Spanoulīs    | Olympiakos         | fine contratto |          |
| C        | Nikola Peković       | Minnesota T'wolves | fine contratto |          |
| C        | Giorgi Shermadini    | Olimpija Lubiana   | prestito       |          |
| PG       | Dīmītrīs Verginīs    | Aris Salonicco     | fine contratto |          |
| P        | Šarūnas Jasikevičius | Free agent         | fine contratto |          |